# Graciela Paraskevaídis
Graciela Paraskevaídis (* 1. April 1940 in Buenos Aires; † 21. Februar 2017 in Montevideo) war eine argentinisch-uruguayische Komponistin und Musikwissenschaftlerin.

## Ausbildung
Graciela Paraskevaídis studierte Komposition bei Roberto García Morillo am Conservatorio Nacional de Música in Buenos Aires. Ein Stipendium des Centro Latinoamericano de Altos Estudios Musicales (CLAEM) ermöglichte ihr von 1965 bis 1966 den Besuch von Kursen bei Gerardo Gandini und Iannis Xenakis am Instituto Torcuato Di Tella.
Auf Einladung des Deutschen Akademischen Austauschdienstes (DAAD) setzte sie ihre Ausbildung von 1968 bis 1971 bei Wolfgang Fortner an der Musikhochschule Freiburg fort. 1972 nahm sie an den Darmstädter Ferienkursen teil. Von 1984 bis 1985 war sie Gast des Berliner Künstlerprogramms des DAAD.

## Laufbahn
Ab 1975 lebte Paraskevaídis in Uruguay. Sie unterrichtete von 1985 bis 1992 an der Universidad de la República in Montevideo und gab Kurse, Seminare und Workshops in mehreren Staaten Lateinamerikas und Europas. Seit 1975 veröffentlichte sie Essays vorwiegend über zeitgenössische lateinamerikanische Musik unter anderem in der mexikanischen Zeitschrift Pauta, der Revista Musical Chilena und der Zeitschrift MusikTexte. Sie schrieb zwei Bücher (über die Komponisten Eduardo Fabini und Luis Campodónico), war von 1990 bis 1999 Mitherausgeberin des World New Music Magazine und war seit 1992 Mitarbeiterin an Walter-Wolfgang Sparrers Lexikon Komponisten der Gegenwart.
Von 1975 bis 1979 gehörte Paraskevaídis zu den Organisatoren der Cursos Latinoamericanos de Música Contemporánea (CLAMC). Sie war Mitglied des Núcleo Música Nueva de Montevideo und der Sociedad Uruguaya de Música Contemporánea, 2004 wirkte sie in der Jury der Weltmusiktage der Internationalen Gesellschaft für Neue Musik ISCM.

## Auszeichnungen
Für ihre Kompositionen wurde sie unter anderem mit Preisen des Fondo Nacional de las Artes und der Municipalidad de Buenos Aires, der Akademie der Künste in Berlin und der Juventudes Musicales von Uruguay ausgezeichnet. 1994 erhielt sie die Goethe-Medaille des Goethe-Institutes München.

## Werke
- magma I für vier Hörner, zwei Trompeten, zwei Posaunen und Tuba, 1965–67
- magma II für vier Posaunen, 1968
- La terra e la morte (Text von Cesare Pavese) für gemischten Chor, 1968
- Seis canciones españolas (Text von Miguel Hernández) für Sopran und Klavier, 1968
- “libertà va cercando …” (Text von Dante Alighieri) für gemischten Chor, 1969
- E desidero solo colori (Text von Cesare Pavese) für Frauenchor, 1969
- Trío für Flöte, Klarinette und Fagott, 1969
- Aphorismen (nach Texten von Karl Kraus) für zwei Sprecher, Klavier, Schlagzeug und Tonband, 1969,
- mellonta tauta für Akkordeon, 1970
- Die Hand voller Stunden (Text von Paul Celan) für neun Stimmen, 1970
- Schatten (Text von Karl Kraus) für Sopran und Bariton, 1970
- Mozart (nach Texten von Wolfgang Amadeus Mozart) für Schauspieler und Ensemble, 1970–72
- Schattenreich (Text von Hans Magnus Enzensberger) für vier Stimmen, 1972
- der Weg (Text aus dem Alten Testament) für neun Stimmen und Bläserensemble, 1973
- magma III für Flöte, Posaune, Cello und Klavier, 1974
- magma IV für Streichquartett, 1974
- huauqui für Tonband, 1975
- magma V für vier Kena, 1977
- A entera revisación del público en general für Tonband, 1978–81
- todavía no für drei Flöten und drei Klarinetten, 1979
- magma VI für zwei Trompeten und zwei Posaunen, 1979
- más fuerza tiene für Klarinette, 1984
- magma VII für vierzehn Bläser, 1984
- un lado, otro lado für Klavier, 1984
- tres piezas infantiles für Klavier, 1986
- el grito en el cielo für gemischten Chor, 1987
- dos piezas para pequeño conjunto für Oboe, Klarinette, Trompete, Klavier und Claves, 1989
- sendas für Flöte, Oboe, Klarinette, Fagott, Horn, Trompete, Posaune und Klavier, 1992
- el nervio de arnold für Gitarre, 1992
- “algún sonido de la vida” für zwei Oboen, 1993
- nada für Sopran, 1993
- ta für Flöte, Oboe, Klarinette und Klavier, 1994
- pero están für Sopran, Flöte und Oboe, 1994
- otra vez für Klavier, 1994
- No quiero oír ya más campanas für vierzehn Bläser, 1995
- dos piezas para oboe y piano, 1995
- hacen así für sechs Perkussionisten, 1996
- altibajos für zwei Kontrabässe, 1996
- en abril für Klavier, 1996
- libres en el sonido presos en el sonido für Flöte, Klarinette, Violine, Cello und Klavier, 1997
- suono sogno für Violine, 1997
- … a hombros del ruiseñor für Klavier, 1997
- contra la olvidación für Klavier, 1998
- solos für Altflöte und Gitarre, 1998
- discordia für neun Stimmen, 1998
- piezas de bolsillo für vier Perkussionisten, 1999
- dos piezas para piano, 2001
- … Il remoto silenzio für Cello, 2002
- Soy de un país donde für Horn, Trompete, Posaune und Tuba, 2002
- ¿Y si fuera cierto? für Altflöte, Horn und Klavier, 2003
- Aruaru für Mezzosopran, Klarinette, Violine, Cello und Klavier, 2003
- y allá andará según se dice für 24 Spieler, 2004
- tris für Oboe, Fagott und Kontrabass, 2005
- ático, 2006
- réplica für Cembalo, 2006

## Schriften
- La obra sinfónica de Eduardo Fabini (1992)
- „Creación de la tierra“. Die kolumbianische Komponistin Jacqueline Nova, in: MusikTexte 43, Februar 1992, 16–18.
- Auf der Suche nach lateinamerikanischer Identität. Cergio Prudencio – Komponist in Bolivien, in: MusikTexte 94, Februar 1992, 25–27.
- Musica mínima. Die Komposition „Piano piano“ von Carlos de Silveira, in: MusikTexte 44, April 1992, 17–19.
- Das Eigene und das Fremde. Der argentinische Komponist Gerardo Gandini, in: MusikTexte 50, August 1993, 7–9.
- Muy Silvestre, gran Revueltas. Silvestre Revueltas und der mexikanische Nationalismus, in: MusikTexte 55, August 1994, 29–32.
- In gewisser Weise „einer der ihren“ ... Der schwedische Komponist Folke Rabe, in: MusikTexte 69/70, April 1997, 5–9.
- Zehn zu Null. Über Geschlechter, Ghettos und Komponieren, in: MusikTexte 76/77, Dezember 1998, 51–52.
- Luis Campodónico, compositor (1999)
- Rituale des Imaginären. Der argentinische Komponist Eduardo Bértola, in: MusikTexte 78, März 1999, 3–6.
- Reinkarnation des Aristoxenos. Iannis Xenakis am Río de la Plata, in: MusikTexte 89, Mai 2001, 20.
- Beobachtungen von der Peripherie. Edgard Varèses Beziehungen zu Lateinamerika, in: MusikTexte 94, August 2002, 35–41.
- Die klingenden Adern des anderen Amerika. Zur Präsenz des Indianischen in der lateinamerikanischen Konzertmusik, in: MusikTexte 121, Mai 2009, 7–14.
- „Niemand. Nur Spuren ...“. Die argentinische Komponistin Natalia Solomonoff, in: MusikTexte 147, November 2015, 5–10.

## Sekundärliteratur
- Max Nyffeler: Zwischen dem Eigenen und dem Fremden. Die lateinamerikanische Komponistin Graciela Paraskevaídis, in: MusikTexte 94, August 2002, 19–24.
- Thomas Beimel: Klangliches Magma und ideologische Wut. Zu einigen Kompositionen von Graciela Paraskevaídis, in: MusikTexte 94, August 2002, 35–32.
- Thomas Beimel: Graciela Paraskevaídis (Artikelanfang). In: Komponisten der Gegenwart. 51. Nlfg., Februar 2014, ca. 32 Druckseiten (mit einem Grundblatt von Omar Corrado).
- Tina Vogel: Den offenen Adern des Kontinents mit Klängen begegnen. Die argentinisch-uruguayische Komponistin Graciela Paraskevaídis. In: Neue Zeitschrift für Musik. Nr. 3, 2018, ISSN 0945-6945, S. 38–41.